# Groupe de NGC 3640
Le groupe de NGC 3640 comprend au moins huit galaxies situées dans la constellation du Lion. La distance moyenne entre ce groupe et la Voie lactée est d'environ 27,9 Mpc (∼91 millions d'al). 

## Membres
Le tableau ci-dessous liste les sept galaxies du groupe indiquées dans l'article de A.M. Garcia paru en 1993. Dans un article paru en 1976, Abraham Mahtessian mentionne aussi l'existence de ce groupe, mais la galaxie NGC 3664A ne figure pas dans sa liste. Or, selon Vaucouleurs et Corwin, NGC 3664A et NGC 3664 forment une paire de galaxies. De plus, la galaxie UGC 6345 est notée 1117+0248, notation abrégée pour CGCG 1117.6+0248.
Mentionnons de plus que selon Vaucouleurs et Corwin, NGC 3643 fait partie du même groupe de galaxies que NGC 3645. NGC 3643 est d'ailleurs dans la même région du ciel que NGC 3645 et la distance qui nous en sépare est à peu près la même que celle de NGC 3645.  Il est donc raisonnable de supposer que NGC 3643 fasse aussi partie du groupe de NGC 3640. NGC 3643 figure à la dernière ligne de ce tableau. 
| Nom                 | Class.     | Type                        | α (J2000.0)   | δ (J2000.0) | Vitesse radiale (km/s) | m     | Distance (Mpc) | Diamètre (kal) |
| ------------------- | ---------- | --------------------------- | ------------- | ----------- | ---------------------- | ----- | -------------- | -------------- |
| NGC 3611            | SA(s)a pec | Spirale                     | 11h 17m 30.2s | 04° 33′ 20″ | 1565 ± 3               | 12,2  | 28,4 ± 2,0     | 87             |
| NGC 3630 (NGC 3645) | S0         | Lenticulaire                | 11h 20m 17.0s | 02° 57′ 52″ | 1499 ± 5               | 12,0  | 27,5 ± 2,0     | 146            |
| NGC 3640            | E3         | Elliptique                  | 11h 21m 06.8s | 03° 14′ 05″ | 1298 ± 5               | 10,4  | 24,5 ± 1,8     | 98             |
| NGC 3641            | E pec      | Elliptique                  | 11h 21m 08.8s | 03° 11′ 41″ | 1780 ± 5               | 13,2  | 31,6 ± 2,3     | 42             |
| NGC 3664            | SB(s)m pec | Spirale barrée magellanique | 11h 24m 24.2s | 03° 19′ 30″ | 1381 ± 2               | 12,8  | 25,8 ± 1,8     | 48             |
| NGC 3664A           | (R)SB(s)m? | Spirale barrée magellanique | 11h 24m 25.1s | 03° 13′ 21″ | 1326 ± 4               | 14,5  | 24,9 ± 1,8     | 25             |
| UGC 6345            | (IB(s)m    | Irrégulière magellanique    | 11h 20m 15.6s | 02° 31′ 31″ | 1602 ± 4               | 13,07 | 29,0 ± 2,1     | 46             |
| NGC 3643            | SB0^+(r)?  | Lenticulaire                | 11h 21m 25.0s | 03° 00′ 50″ | 1742 ± 2               | 14,1  | 31,1 ± 2,2     | 33             |

Le site DeepskyLog permet de trouver aisément les constellations des galaxies mentionnées dans ce tableau ou si elles ne s'y trouvent pas, l'outil du site constellation permet de le faire à l'aide des coordonnées de la galaxie. Sauf indication contraire, les données proviennent du site NASA/IPAC. 